# Rinodina herrei
Rinodina herrei är en lavart som beskrevs av Hugo Magnusson. Rinodina herrei ingår i släktet Rinodina och familjen Physciaceae.   Inga underarter finns listade i Catalogue of Life.